# Liste der Länderspiele der sierra-leonischen Fußballnationalmannschaft der Frauen
Diese Liste enthält alle offiziellen, von der FIFA anerkannten Länderspiele der sierra-leonische Fußballnationalmannschaft der Frauen. Das erste offizielle Spiel wurde 1994 gegen Nigeria  ausgetragen.

## 1994–2010
|    | Datum und Austragungsort      | Heimmannschaft | Auswärtsmannschaft | Resultat (HZ)1 | Anlass | Bemerkungen                                                                        |
| -- | ----------------------------- | -------------- | ------------------ | -------------- | --- | ---------------------------------------------------------------------------------- |
| 1. | 6. November 1994 in Nigeria   | Nigeria        | Sierra Leone       | 9:0 (6:0)      | Fußball-Afrikameisterschaft der Frauen 1995 und Qualifikation zur Fußball-Weltmeisterschaft der Frauen 1995 | Erstes Länderspiel überhaupt; erstes Länderspiel gegen Nigeria; höchste Niederlage |
| 2. | 20. November 1994 in Freetown | Sierra Leone   | Nigeria            | 0:2 (0:2)      | Fußball-Afrikameisterschaft der Frauen 1995 und Qualifikation zur Fußball-Weltmeisterschaft der Frauen 1995 |                                                                                    |
| 3. | 7. März 2010 in Conakry       | Guinea         | Sierra Leone       | 3:2            | Qualifikation zur Fußball-Afrikameisterschaft der Frauen 2010                                               | Erstes Länderspiel gegen Guinea                                                    |
| 3. | 20. März 2010 in Freetown     | Sierra Leone   | Guinea             | 1:1            | Qualifikation zur Fußball-Afrikameisterschaft der Frauen 2010                                               |                                                                                    |

## 2011–2021
|     | Datum und Austragungsort     | Heimmannschaft | Auswärtsmannschaft | Resultat (HZ)1                | Anlass | Bemerkungen                        |
| --- | ---------------------------- | -------------- | ------------------ | ----------------------------- | --- | ---------------------------------- |
| 4.  | 8. März 2014 in Makeni       | Sierra Leone   | Liberia            | 0:0                           | Freundschaftsspiel                                                                                          | Erstes Länderspiel gegen Liberia   |
| 5.  | 26. Februar 2018             | Sierra Leone   | Mali               | Sierra Leone nicht angetreten | Qualifikation zur Fußball-Afrikameisterschaft der Frauen 2018 und Fußball-Weltmeisterschaft der Frauen 2019 | Erstes Länderspiel gegen Mali      |
| 6.  | 6. März 2018                 | Mali           | Sierra Leone       | Sierra Leone nicht angetreten | Qualifikation zur Fußball-Afrikameisterschaft der Frauen 2018 und Fußball-Weltmeisterschaft der Frauen 2019 |                                    |
| 7.  | 25. Februar 2020 in Bo       | Sierra Leone   | Kap Verde          | 0:0                           | Fußball-Westafrikameisterschaft der Frauen 2020                                                             | Erstes Länderspiel gegen Kap Verde |
| 8.  | 26. Februar 2020 in Bo       | Sierra Leone   | Guinea             | 0:0                           | Fußball-Westafrikameisterschaft der Frauen 2020                                                             |                                    |
| 9.  | 27. Februar 2020 in Bo       | Sierra Leone   | Senegal            | 1:1                           | Fußball-Westafrikameisterschaft der Frauen 2020                                                             | Erstes Länderspiel gegen Senegal   |
| 10. | 18. Oktober 2021 in Monrovia | Sierra Leone   | Gambia             | 0:2                           | Qualifikation zum Afrika-Cup der Frauen 2022 und Fußball-Weltmeisterschaft der Frauen 2023                  | Erstes Länderspiel gegen Gambia    |
| 11. | 25. Oktober 2021 in Bakau    | Sierra Leone   | Gambia             | 1:1                           | Qualifikation zum Afrika-Cup der Frauen 2022 und Fußball-Weltmeisterschaft der Frauen 2023                  |                                    |

## Seit 2022
|     | Datum und Austragungsort    | Heimmannschaft | Auswärtsmannschaft | Resultat (HZ)1 | Anlass                                          | Bemerkungen |
| --- | --------------------------- | -------------- | ------------------ | -------------- | ----------------------------------------------- | ----------- |
| 12. | 21. Januar 2023 in Espargos | Sierra Leone   | Gambia             | 1:4            | Fußball-Westafrikameisterschaft der Frauen 2023 |             |
| 13. | 23. Januar 2023 in Espargos | Guinea         | Sierra Leone       | 1:0            | Fußball-Westafrikameisterschaft der Frauen 2023 |             |
| 14. | 25. Januar 2023 in Espargos | Sierra Leone   | Senegal            | 0:4            | Fußball-Westafrikameisterschaft der Frauen 2023 |             |

## Länderspielbilanz
| Land      | Sp. | S | U | N | Tore  | Tordifferenz | Anteil Siege |
| --------- | --- | - | - | - | ----- | ------------ | ------------ |
| Gambia    | 3   | 0 | 1 | 2 | 02:7  | 0-5          | 0 %          |
| Guinea    | 4   | 0 | 2 | 2 | 03:5  | 0-2          | 0 %          |
| Kap Verde | 1   | 0 | 1 | 0 | 00:0  | 0±0          | 0 %          |
| Liberia   | 1   | 0 | 1 | 0 | 00:0  | 0±0          | 0 %          |
| Nigeria   | 2   | 0 | 0 | 2 | 00:11 | 0-11         | 0 %          |
| Mali1     | 2   | 0 | 0 | 2 |       |              | 0 %          |
| Senegal   | 2   | 0 | 1 | 1 | 01:5  | 0-4          | 0 %          |
| Bilanz    | 15  | 0 | 6 | 9 | 06:28 | -21          | 0 %          |

Stand: 10. November 2023

1Sierra Leone ist zu zwei Spielen gegen Mali nicht angetreten.
Erklärungen:
- Siege nach Elfmeterschießen werden als Remis verzeichnet, mit dem Torstand nach Ende der Verlängerung
- grüner Hintergrund = Bilanz positiv (Anzahl der Siege höher als die der Niederlagen)
- gelber Hintergrund = Bilanz ausgeglichen
- roter Hintergrund = Bilanz negativ (Anzahl der Niederlagen höher als die der Siege)

## Einzelnachweis
- FIFA zu Sierra Leone (englisch)